# Stijena nesita (Sint Maarten)
Stijena nesita je mali stjenoviti otočić, površine oko 1 hektara, koji leži jugoistočno od obale otoka Saint Martin, a pripada državi Sint Maarten u nizozemskim Karibima. On je, zajedno s vodama okolnog morskog parka, identificiran kao Važno područje za ptice BirdLife Internationala, površine 328 ha, jer podržava gniježđenje kolonija morskih ptica, uključujući smeđe pelikane, astečke galebove, kraljevske čigre i, vjerojatno, Audubonov zovoj.